# 褐头鸫
褐头鸫（学名：Turdus feae）为鸫科鸫属的鸟类，俗名费氏穿草鸫。分布于缅甸、印度以及中国大陆的河北、北京等地，多生活于在海拔1500-1900米高处的阴暗、潮湿的混交林缘、特别喜在小山溪的空地上活动以及常隐匿在溪流或树丛间。该物种的模式产地在缅甸丹那沙林的Mooleyit山上。